# Шаровичи (село)
Шаро́вичи — село в Рогнединском районе Брянской области России. Административный центр Шаровичского сельского поселения.

## География
Село находится в северной части Брянской области, в зоне хвойно-широколиственных лесов, в пределах южной окраины Смоленской возвышенности, на левом берегу реки Лутенка, при автодороге 15К-2101, на расстоянии примерно 20 км (по прямой) к северо-востоку от Рогнедино, административного центра района. Абсолютная высота — 179 м над уровнем моря.

### Климат
Климат характеризуется как умеренно континентальный. Средняя температура воздуха самого тёплого месяца (июля) — 18,3 °C; самого холодного (января) — −9 °C. Безморозный период длится в среднем 133 дня. Среднегодовое количество атмосферных осадков составляет около 600 мм, из которых Малая часть выпадает в тёплый период.

### Часовой пояс
Село Шаровичи, как и вся Брянская область, находится в часовой зоне МСК (московское время). Смещение применяемого времени относительно UTC составляет +3:00.

## Население
| 2010 | 2013 |
| ---- | ---- |
| 128  | ↘112 |

### Национальный состав
Согласно результатам переписи 2002 года, в национальной структуре населения русские составляли 98 % из 166 чел.